# Jorge Aguilera
Jorge Luis Aguilera Ruiz (ur. 16 stycznia 1966 we Frank País) – kubański lekkoatleta (sprinter), medalista olimpijski z 1992.
Zdobył srebrny medal w biegu na 100 metrów na igrzyskach Ameryki Środkowej i Karaibów w 1990 w Meksyku (za swym rodakiem Joelem Isasim).
Wystąpił na mistrzostwach świata w 1991 w Tokio, gdzie odpadł w eliminacjach sztafety 4 × 100 metrów (sztafeta kubańska biegła w składzie: Joel Lamela, Leandro Peñalver, Félix Stevens i Aguilera). Zwyciężył w sztafecie 4 × 100 metrów (w składzie: Peñalver, Stevens, Aguilera i Lamela) na igrzyskach panamerykańskich w 1991 w Hawanie, a także (w składzie: Andrés Simón, Aguilera, Lamela i Isasi) na mistrzostwach ibero-amerykańskich w 1992 w Sewilli.
Na igrzyskach olimpijskich w 1992 w Barcelonie kubańska sztafeta 4 × 100 metrów w składzie: Simón, Lamela, Isasi i Aguilera wywalczyła brązowy medal. Ustanowiła wówczas rekord Kuby czasem 38,0 s. Aguilera zwyciężył w sztafecie 4 × 100 metrów (w składzie: Simón, Iván García, Isasi i Aguilera) oraz zdobył brązowy medal w biegu na 200 metrów na igrzyskach Ameryki Środkowej i Karaibów w 1993 w Ponce. Na mistrzostwach świata w 1993 w Stuttgarcie kubańska sztafeta 4 × 100 metrów w składzie: Simón, García, Isasi i Aguilera zajęła 4. miejsce.
Kubańska sztafeta 4 × 100 metrów w składzie: Aguilera, Leonardo Prevost, Simón i Lamela zwyciężyła na mistrzostwach ibero-amerykańskich w 1994 w Mar del Plata. Agui;era zdobył na tych mistrzostwach również brązowy medal w biegu na 100 metrów, zajął 6. miejsce w biegu na 200 metrów, a sztafeta 4 × 400 metrów w składzie: Alejandro Argudín, Amado Ramos, Aguilera i Roberto Hernández została zdyskwalifikowana w finale. Aguilera zdobył złoty medal w sztafecie 4 × 100 metrów (w składzie: Isasi, Aguilera, Lamela i García) na igrzyskach panamerykańskich w 1995 w Mar del Plata. Odpadł w eliminacjach biegu na 100 metrów oraz sztafety 4 × 100 metrów (w składzie: Leonardo Prevost, Lamela, Isasi i Aguilera) na mistrzostwach świata w 1995 w Göteborgu.
Aguilera był mistrzem Kuby w biegu na 200 metrów w 1994.
Rekordy życiowe:
| Konkurencja        | Data i miejsce          | Wynik |
| ------------------ | ----------------------- | ----- |
| bieg na 100 metrów | 30 czerwca 1995, Hawana | 10,27 |
| bieg na 200 metrów | 1 lipca 1995, Hawana    | 20,75 |